# لوتین
لوتین (به چکی: Lutín) یک منطقهٔ مسکونی در جمهوری چک است که در ناحیه اولومووتس واقع شده‌است.
 لوتین ۸٫۲ کیلومتر مربع مساحت و ۳٬۲۱۱ نفر جمعیت دارد و ۲۳۶ متر بالاتر از سطح دریا واقع شده‌است.